# Verrallina multifolium
Verrallina multifolium is een muggensoort uit de familie van de steekmuggen (Culicidae). De wetenschappelijke naam van de soort is voor het eerst geldig gepubliceerd in 1947 door King & Hoogstraal.